# Callicebus moloch
Callicebus moloch là một loài động vật có vú trong họ Pitheciidae, bộ Linh trưởng. Loài này được Hoffmannsegg mô tả năm 1807.

## Hình ảnh

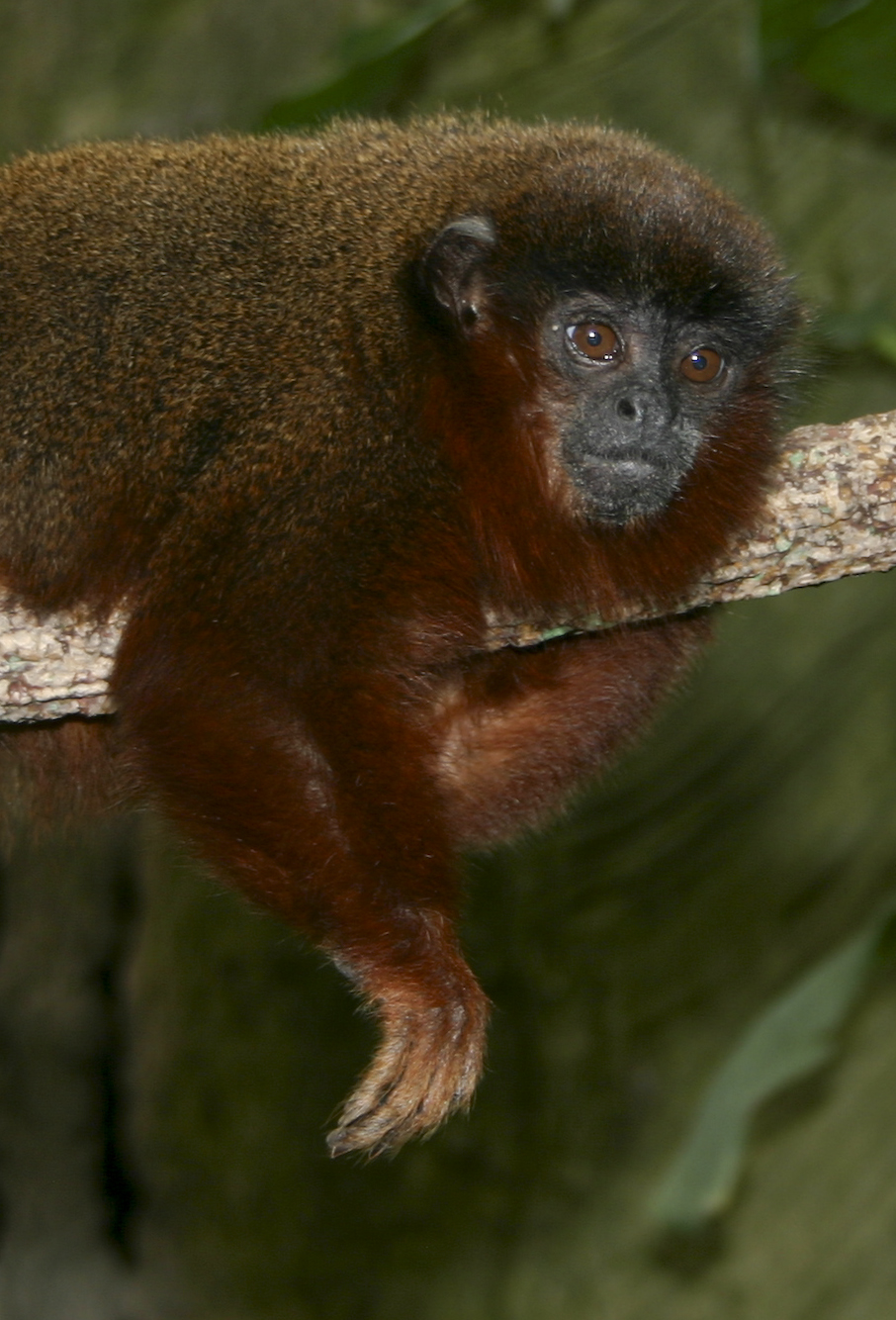
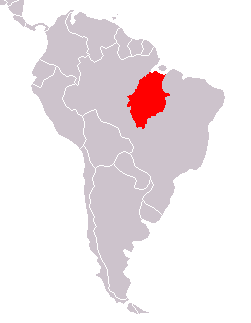
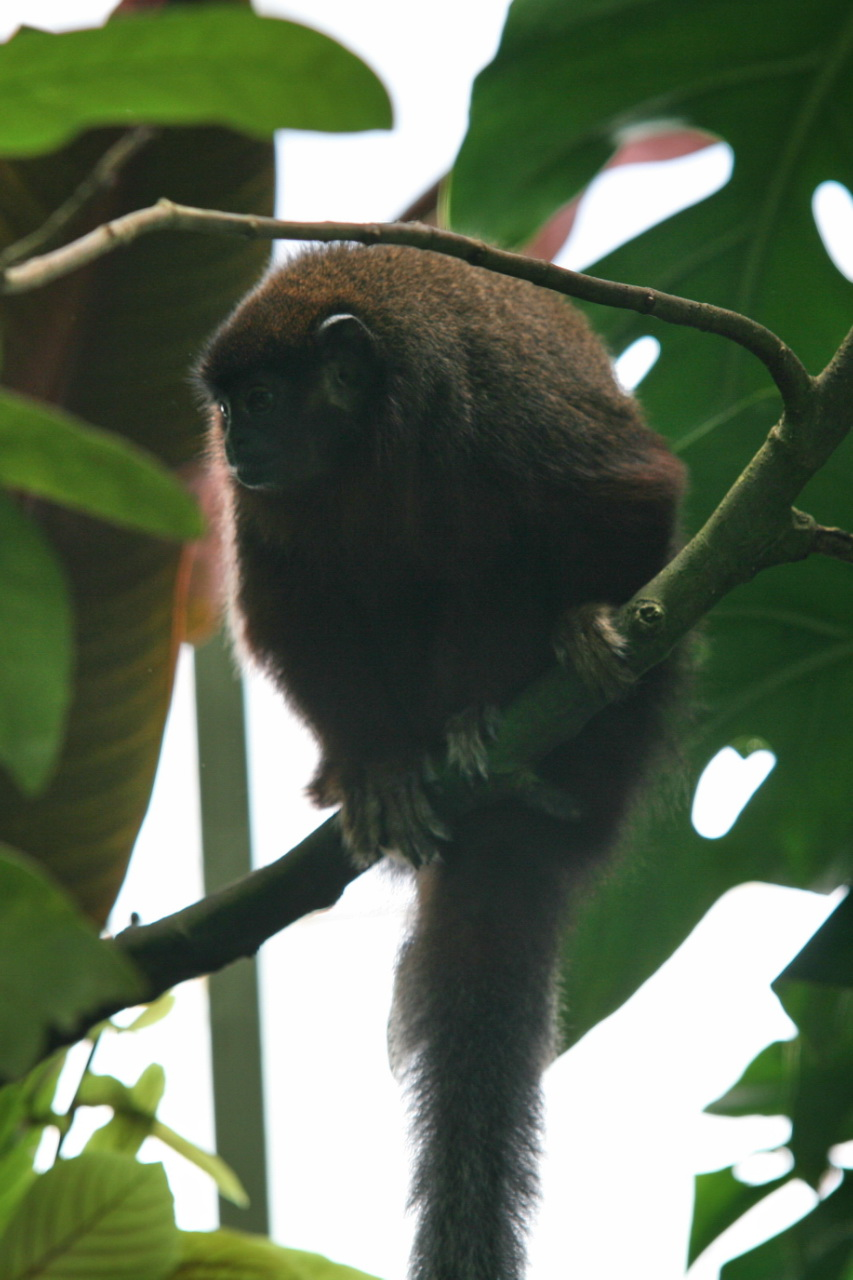
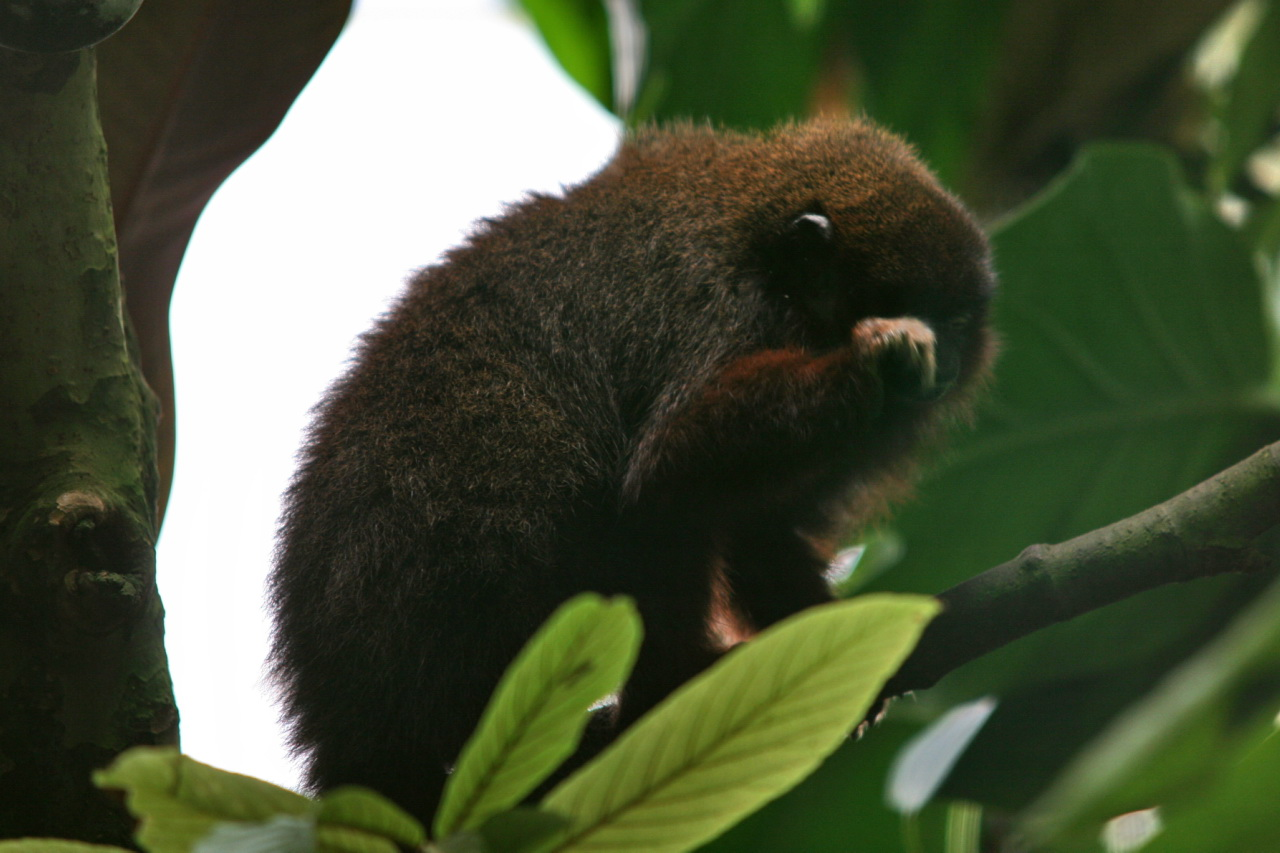